# Охорона здоров'я в Києві
Охорона здоров'я в Києві - визначена законодавством держави, система цілодобової медичної допомоги мешканцям столиці України.

## Міські заклади охорони здоров'я
Нижче приведений список закладів охорони здоров'я, які підпорядковані безпосередньо Департаменту охорони здоров'я виконавчого органу Київської міської ради (Київської міської державної адміністрації)

### Різне
- Київська міська клінічна лікарня швидкої медичної допомоги, вул. Братиславська, 3
- Київський міський клінічний ендокринологічний центр, вул. Рейтарська, 22
- Київський міський центр судово-психіатричної експертизи, вул. Кирилівська, 103-а
- Київський міський центр радіаційного захисту населення, вул. Пушкінська, 40
- Київський міський клінічний госпіталь ветеранів війни, Пуща-Водиця, вул. Федора Максименка, 26
- Київський міський клінічний онкологічний  центр, вул. Верховинна, 69
- Київська міська наркологічна клінічна лікарня «Соціотерапія», пров. Деміївський, 5-а
- Київська міська клінічна офтальмологічна лікарня «Центр мікрохірургії ока», пр-т Любомира Гузара, 3
- Київський  Центр трансплантації кісткового мозку, пр-т Перемоги, 119
- Київський центр спортивної медицини, вул. Тарасівська, 6
- Київський міський центр репродуктивної та перинатальної медицини, вул. Героїв Сталінграду, 16
- Перинатальний центр міста Києва, вул. Предславинська, 9
- Київський міський консультативно-діагностичний центр, вул. Кондратюка, 6
- АПЗ «Київський міський дитячий діагностичний центр», вул. Урлівська, 13
- Київський міський центр дитячої нейрохірургії, вул. Підвисоцького, 4-б
- Міський медичний центр проблем слуху та мовлення «СУВАГ», вул. Володимирська, 43-а
- Київський міський Центр здоров'я
- Центр «Здоров'я» Печерського району 01015, м. Київ, вул. Московська, 38
- Центр «Здоров'я» Шевченківського району 04050, м. Київ, вул. Білоруська, 11
- Міський лікувально-консультативний центр (госпрозрахунковий) 03057, м. Київ, вул. Сім'ї Бродських, 8
- Київський міський центр медико-соціальної експертизи 01033, м. Київ, вул. Тарасівська, 2/21
- Київська міська дитяча клінічна інфекційна лікарня 04119, м. Київ, вул. Дегтярівська, 23
- Київська міська студентська поліклініка 03056, м. Київ, вул. Політехнічна, 25/29
- Фізіотерапевтична поліклініка Шевченківського району міста Києва 01030, м. Київ, вул. Ярославів вал, 4
- Центр екстреної медичної допомоги та медицини катастроф міста Києва 01030, м. Київ, вул. Б.Хмельницького, 37-б
- Вищий навчальний заклад «Перший Київський медичний коледж» 04050, м. Київ, вул. Мельникова, 14
- Вищий навчальний заклад «Київський медичний коледж імені П. І. Гаврося» 03126, м. Київ, вул. Академіка Білецького, 16
- Вищий навчальний заклад «Київський медичний коледж №3» 02096, м. Київ, вул. Привокзальна, 14/2
- Вищий навчальний заклад «Київський міський медичний коледж» 02660, м. Київ, вул. Братиславська, 5
- Київський міський будинок дитини «Берізка» вул. Кубанської України, 4
- Київський міський будинок дитини імені М. М. Городецького Київська обл., смт. Ворзель, вул. Кленова, 35
- База спеціального медичного постачання міста Києва пров. Георгіївський, 9, кім.106
- Київський міський центр крові вул. Максима Берлінського, 12
- Київське міське клінічне бюро судово-медичної експертизи вул. Докучаєвська, 4
- Міський науковий інформаційно-аналітичний центр медичної статистики пров. Георгіївський, 9
- Київський міський інформаційно-обчислювальний центр вул. Прорізна, 19 кім. 7
- Комунальна організація «Київмедспецтранс» вул. Куренівська, 16-в
- Центр медико-соціальної та трудової реабілітації психічно хворих вул. Миропільська, 8
- Комунальне підприємство «Профдезінфекція», вул. Дегтярівська, 25/1

### Київські міські клінічні лікарні для дорослих
- Київська міська клінічна лікарня № 1 Харківське шосе, 121
- Київська міська клінічна лікарня № 2 вул. Краківська, 13
- Київська міська клінічна лікарня № 3 вул. П.Запорожця, 26
- Київська міська клінічна лікарня № 4 вул. Солом'янська, 17
- Київська міська клінічна лікарня № 5 вул. Відпочинку, 11
- Київська міська клінічна лікарня № 6 пр-т Л.Гузара, 3
- Київська міська клінічна лікарня № 7 вул. М.Котельникова, 95
- Київська міська клінічна лікарня № 8 вул. Ю.Кондратюка, 8
- Київська міська клінічна лікарня № 9 вул. Ризька, 1
- Київська міська клінічна лікарня № 10 пр-т Голосіївський, 59-б
- Київська міська клінічна лікарня № 12 вул. Підвисоцького, 4-а
- Київська міська клінічна лікарня № 14 вул. Зоологічна, 3
- Клінічна лікарня №15 Подільського району вул. Г.Сковороди, 2-а
- Київська міська клінічна лікарня № 17 пров. Лабораторний, 14-20
- Київська міська клінічна лікарня № 18 б-р Т.Шевченка, 17
- Олександрівська клінічна лікарня міста Києва вул. Шовковична, 39/1

### Київські міські клінічні лікарні для дітей
- Київська міська дитяча клінічна лікарня № 1 вул. Богатирська, 30
- Київська міська дитяча клінічна лікарня № 2 вул. А.Навої, 3
- Дитяча клінічна лікарня №3 Солом'янського району міста Києва 03151, м. Київ, вул. Волинська, 21
- Дитяча клінічна лікарня № 4 Солом'янського району м. Києва 03680, м. Київ, вул. Стражеска, 6-а (п-ка) пр-т Гузара, 3 (стаціонар)
- Дитяча клінічна лікарня № 5 Святошинського району м. Києва 03142, м. Київ, бул. Вернадського, 53
- Дитяча клінічна лікарня № 6 Шевченківського району м. Києва 01004, м. Київ, вул. Терещенківська, 23-25/10
- Дитяча клінічна лікарня № 7 Печерського району м. Києва 01103, м. Київ, вул. Підвисоцького, 4-б
- Дитяча клінічна лікарня № 8 Шевченківського району м. Києва 04050, м. Київ, вул. Іллєнка, 18
- Дитяча клінічна лікарня № 9 Подільського району м. Києва 04073, м. Київ, вул. Копилівська, 1/7

### Київські міські пологові будинки
- Київський міський пологовий будинок № 1 01011, м. Київ, вул. Арсенальна, 5
- Київський міський пологовий будинок № 2 04074, м. Київ, вул. Мостицька, 11
- Київський міський пологовий будинок № 3 03148, м. Київ, вул. В.Кучера, 7
- Київський міський пологовий будинок № 5 03037, м. Київ, просп. В.Лобановського, 2
- Київський міський пологовий будинок № 6 02125, м. Київ, вул. П.Запорожця, 26-а

### Територіальне медичне об'єднання «Санаторного лікування» у місті Києві
- ТМО «Санаторного лікування» у місті Києві 04054, м. Київ, вул. Юнкерова, 28
- Дитячий спеціалізований санаторій «Орлятко» 08296, Київська обл., смт Ворзель, вул. Курортна, 19
- Дитячий спеціалізований санаторій «Озерний» 03137, м. Київ, вул. Ліснича, 5
- Дитячий спеціалізований санаторій «Ялинка» 04075, м. Київ, Пуща-Водиця, 7-ма лінія
- Дитячий спеціалізований санаторій «Лісний» 08200, м. Ірпінь, вул. Ломоносова, 51-а
- Дитячий спеціалізований санаторій «Лісова поляна» 03179 м. Київ, 19 км Житомирського шосе
- Дитячий спеціалізований санаторій «Салют» 01054, м. Київ, вул. Гоголівська, 28
- Дитячий спеціалізований санаторій «Ластівка» 04078, м. Київ, вул. Дачно-Білицька, 28
- Дитячий санаторій «Лучезарний» 97400, АР Крим, м. Євпаторія, вул. Пушкіна, 92
- Дитячий спеціалізований санаторій «Алупка» 98676, м. Алупка, вул. Ялтинська, 5
- Дитячий санаторій ім. Рози Люксембург 98660, м. Ялта, с. Гаспра, Севастопольське шосе, 8
- Дитячий спеціалізований санаторій «Дружний» 08292, Київська обл., м Буча, вул. Києво-Мироцька, 133

### Територіальне медичне об'єднання «Психіатрія» у місті Києві
- ТМО «Психіатрія» у місті Києві 04080, м. Київ, вул. Кирилівська, 103-а
- Київська міська психоневрологічна лікарня № 2 вул. Миропільська, 8
- Київська міська психоневрологічна лікарня № 3 Київська обл., Васильківський р-н, смт. Глеваха, вул. Павлова, 7
- Київський міський психоневрологічний диспансер № 1 01054, м. Київ, вул. Тургенівська, 20
- Київський міський психоневрологічний диспансер № 2 01014, м. Київ, вул. Верхня, 4
- Київський міський психоневрологічний диспансер № 3 04080, м. Київ, вул. Кирилівська, 51
- Київський міський психоневрологічний диспансер № 4 04111, м. Київ, вул. Д.Щербаківського, 64-а
- Київський міський психоневрологічний диспансер № 5 03057, м. Київ, вул. Сім'ї Бродських, 8

### Територіальне медичне об'єднання «Дерматовенерологія» у місті Києві
- ТМО «Дерматовенерологія» у місті Києві 01032, м. Київ, вул. Саксаганського, 72
- Шкірно-венерологічний диспансер № 1 Дніпровського району м. Києва 02002, м. Київ, вул. Чернігівська, 38/2
- Шкірно-венерологічний диспансер № 2 Деснянського району м. Києва 02232, м. Київ, б-р Висоцького, 8
- Шкірно-венерологічний диспансер № 3 Святошинського району м. Києва 03115, м. Київ, вул. Верховинна, 13
- Шкірно-венерологічний диспансер Солом'янського району м. Києва 03035, м. Київ вул. Патріарха Мстислава Скрипника, 48
- Шкірно-венерологічний диспансер № 5 Подільського району м. Києва 04032, м. Київ, вул. Галицька, 6
- . Київська міська клінічна шкірно-венерологічна лікарня 04655, м. Київ, вул. Богатирська, 32

### Територіальне медичне об'єднання «Фтизіатрія» у місті Києві
- ТМО «Фтизіатрія» у м. Києві 03022, м. Київ, вул. Васильківська, 35
- Київська міська туберкульозна лікарня № 1 з диспансерним відділенням Харківське шосе, 121/3
- Київська міська туберкульозна лікарня № 2 08290, Київська обл., м. Ірпінь, смт. Гостомель
- Київська міська дитяча клінічна туберкульозна лікарня 04075, м. Київ, вул. Квітки Цісик,
- Київський міський протитуберкульозний диспансер № 1 04114, м. Київ, вул. Автозаводська, 68

### Територіальне медичне об'єднання «Київська стоматологія» у місті Києві
- ТМО «Київська стоматологія» у м. Києві 04212, м. Київ, вул. Малиновського, 9-а
- Стоматологічна поліклініка Дарницького району м. Києва 02091, м. Київ, вул. Вербицького, 3-Б
- Стоматологічна поліклініка Дніпровського району м. Києва 02660, м. Київ, вул. А.Навої, 1
- Дитяча стоматологічна поліклініка Оболонського району м. Києва 04214, м. Київ, пр-т Оболонський, 34-д
- Стоматологічна поліклініка Подільського району м. Києва 04071 м. Київ, вул. Костянтинівська, 22/17
- Стоматологічна поліклініка № 1 Шевченківського району м. Києва 01033, м. Київ, вул. Ш.Руставелі, 26
- Стоматологічна поліклініка № 2 Шевченківського району м. Києва 01054, м. Київ, пров. Чеховський, 8
- Дитяча стоматологічна поліклініка № 1Шевченківського району м. Києва 03113, м. Київ, пр-т Перемоги, 76
- Дитяча стоматологічна поліклініка № 2 Шевченківського району м. Києва 04050, м. Київ, вул. Ю.Іллєнка, 69-а
- Комунальне підприємство «Стоматологія» Дніпровського району м. Києва 02090, м. Київ, вул. Я.Гашека, 16
- Комунальне підприємство «Стоматологія» Святошинського району м. Києва 03115, м. Київ, вул. Львівська, 1/9
- Комунальне підприємство «Київська міська стоматологічна поліклініка» 04050, м. Київ, вул. Пимоненка, 10-а
- Комунальне підприємство «Стоматологія» Солом'янського району м. Києва 03058, м. Київ, вул. Гетьмана, 26/28
- Комунальне підприємство «Київський центр нових технологій в стоматології» 03057, м. Київ, пров. Польовий, 7